# À cœur froid
Pour plus de détails, voir Fiche technique et Distribution.
À cœur froid (A cuore freddo) est un film dramatique sentimental italien réalisé par Valentino Orsini et sorti en 1969.

## Synopsis
Le mariage entre le riche financier Enrico et la jeune hippie Silvana n'est pas heureux : elle se sent étouffée par son homme. Finalement, elle le trompe avec un jeune peintre reprend contact avec ses anciens amis vivant dans les rues de Rome. Avant de partir en voyage en voiture avec son mari, Silvana découvre qu'il emportera beaucoup d'argent avec lui : elle prévient alors ses amis et le groupe se met à suivre la voiture du couple.

## Fiche technique
- Titre français : À cœur froid[1]
- Titre original italien : A cuore freddo[2]
- Réalisation : Riccardo Ghione
- Scenario : Riccardo Ghione, Alfredo Mirabile, Gianfranco Clerici
- Photographie :	Enzo Serafin
- Montage : Fernando Cerchio
- Musique : Stelvio Cipriani
- Décors : Giuseppe Bassan
- Société de production : Filmes Cinematografica
- Pays de production :  Italie
- Langue originale : Italien
- Format : Couleurs par Telecolor - 2,35:1 - Son mono - 35 mm
- Durée : 90 minutes
- Genre : Drame sentimental
- Dates de sortie :
  - Italie : 27 novembre 1971
  - France : 22 juin 1977

## Distribution
- Enrico Maria Salerno : Enrico
- Rada Rassimov : Silvana
- Colette Descombes : l'amie
- Bruno Pradal : le peintre
- Luciano Bartoli
- Gérard Falconetti